# Aachener Turn- und Sportverein Alemannia 1900 2010-2011
Questa voce raccoglie le informazioni riguardanti l'Aachener Turn- und Sportverein Alemannia 1900 nelle competizioni ufficiali della stagione 2010-2011.

## Stagione
Nella stagione 2010-2011 l'Alemannia Aquisgrana, allenato da Peter Hyballa, concluse il campionato di 2. Bundesliga al 10º posto. In Coppa di Germania l'Alemannia Aquisgrana fu eliminato ai quarti di finale dal Bayern Monaco.

## Rosa
| N. |                     | Ruolo | Calciatore              |
| -- | ------------------- | ----- | ----------------------- |
| 22 | Germania (bandiera) | P     | David Hohs              |
| 34 | Germania (bandiera) | P     | Tim Krumpen             |
| 1  | Germania (bandiera) | P     | Thorsten Stuckmann      |
| 13 | Germania (bandiera) | P     | Thomas Unger            |
| 32 | Germania (bandiera) | D     | Timo Achenbach          |
| 28 | Germania (bandiera) | D     | Mirko Casper            |
| 12 | Tunisia (bandiera)  | D     | Aïmen Demai             |
| 5  | Germania (bandiera) | D     | Tobias Feisthammel      |
| 42 | Germania (bandiera) | D     | Patrizio Frau           |
| 2  | Germania (bandiera) | D     | Nico Herzig             |
| 4  | Germania (bandiera) | D     | Sebastian Jansen        |
| 3  | Germania (bandiera) | D     | Andreas Korte           |
| 19 | Nigeria (bandiera)  | D     | Seyi Olajengbesi        |
| 43 | Germania (bandiera) | D     | Shervin Radjabali-Fardi |
| 17 | Germania (bandiera) | D     | Thomas Stehle           |
| 29 | Germania (bandiera) | D     | Robert Wilschrey        |
| 18 | Germania (bandiera) | C     | Tolgay Arslan           |

| N. |                     | Ruolo | Calciatore         |
| -- | ------------------- | ----- | ------------------ |
| 10 | Germania (bandiera) | C     | Thorsten Burkhardt |
| 44 | Turchia (bandiera)  | C     | Bilal Çubukçu      |
| 37 | Germania (bandiera) | C     | Marco Höger        |
| 25 | Germania (bandiera) | C     | Manuel Junglas     |
| 15 | Germania (bandiera) | C     | Kevin Kratz        |
| 30 | Angola (bandiera)   | C     | Narciso Lubaca     |
| 16 | Germania (bandiera) | C     | Florian Müller     |
| 7  | Ungheria (bandiera) | C     | Zoltán Stieber     |
| 31 | Turchia (bandiera)  | C     | Alper Uludağ       |
| 8  | Polonia (bandiera)  | C     | Thomas Zdebel      |
| 9  | Germania (bandiera) | A     | Benjamin Auer      |
| 11 | Germania (bandiera) | A     | Markus Daun        |
| 33 | Germania (bandiera) | A     | Daniel Engelbrecht |
| 14 | Senegal (bandiera)  | A     | Babacar Guèye      |
| 45 | Romania (bandiera)  | A     | Sergiu Radu        |
| 21 | Germania (bandiera) | A     | Juvhel Tsoumou     |

## Organigramma societario
Area tecnica
- Allenatore: Peter Hyballa
- Allenatore in seconda: Eric van der Luer
- Preparatore dei portieri: Hans Spillmann
- Preparatori atletici:

## Risultati

### 2. Bundesliga

#### Girone di andata
| Arbitro: | Welz |

|                              |           |                       |
| Höger 37’ Göhlert 82’ (aut.) | Marcatori | 33’ Benyamina 85’ Ede |

| Arbitro: | Schalk |

|                                  |           |  |
| Staffeldt 7’ Chrisantus 17’, 34’ | Marcatori |  |

| Arbitro: | Thielert |

|                  |           |                  |
| Müller 6’ (rig.) | Marcatori | 55’ (rig.) Höger |

| Arbitro: | Weiner |

|                       |           |                            |
| Stieber 42’ Höger 46’ | Marcatori | 45’, 77’ Petersen 79’ Shao |

| Arbitro: | Kempter |

|             |           |                                   |
| Mölders 63’ | Marcatori | 68’ Uludağ 72’ Arslan 90’ Stieber |

| Arbitro: | Kampka |

|                      |           |  |
| Stieber 75’ Auer 78’ | Marcatori |  |

| Berlino 4 ottobre 2010, ore 20:15 CEST 7ª giornata | Hertha Berlino | 0 – 0 referto | Alemannia Aquisgrana | Olympiastadion (34 762 spett.)\| Arbitro: \| Steinhaus \| |
| Arbitro:                                           | Steinhaus      |               |                      |                                                           |

| Arbitro: | Christ |

|                     |           |              |
| Auer 5’ Stieber 80’ | Marcatori | 68’ Hartmann |

| Arbitro: | Hartmann |

|            |           |          |
| Sağlık 14’ | Marcatori | 56’ Auer |

| Arbitro: | Bandurski |

|                          |           |               |
| Auer 14’ Feisthammel 90’ | Marcatori | 58’ Lindemann |

| Arbitro: | Thielert |

|                      |           |         |
| Ludwig 23’ Lauth 82’ | Marcatori | 8’ Auer |

| Arbitro: | Brych |

|                    |           |                              |
| Höger 64’ Auer 86’ | Marcatori | 67’ (rig.) Šukalo 71’ Baljak |

| Arbitro: | Perl |

|                             |           |                  |
| Lachheb 24’ Hochscheidt 61’ | Marcatori | 67’ (rig.) Höger |

| Arbitro: | Seemann |

|          |           |                                   |
| Auer 57’ | Marcatori | 22’ Werner 48’ Rafael 86’ Bertram |

| Arbitro: | Schmidt |

|            |           |                       |
| Lamidi 55’ | Marcatori | 45’ Arslan 50’ Stehle |

| Aquisgrana 10 dicembre 2010, ore 18:00 CET 16ª giornata | Alemannia Aquisgrana | 0 – 0 referto | Fortuna Düsseldorf | Stadio Tivoli (20 071 spett.)\| Arbitro: \| Dingert \| |
| Arbitro:                                                | Dingert              |               |                    |                                                        |

| Arbitro: | Stieler |

|               |           |                         |
| Heidinger 52’ | Marcatori | 4’, 90’ Auer 86’ Arslan |

#### Girone di ritorno
| Arbitro: | Steinhaus |

|                         |           |                  |
| Thomik 21’ Mosquera 63’ | Marcatori | 90’ (rig.) Höger |

| Arbitro: | Leicher |

|                                         |           |                         |
| Stieber 5’ Auer 22’ Arslan 26’ Radu 89’ | Marcatori | 19’ Staffeldt 65’ Krebs |

| Arbitro: | Wingenbach |

|                      |           |                       |
| Auer 19’ Junglas 51’ | Marcatori | 7’ Nöthe 40’ Fürstner |

| Arbitro: | Kempter |

|                                  |           |                        |
| Hünemeier 22’ Roger 32’ Jula 83’ | Marcatori | 8’ Kratz 29’, 45’ Auer |

| Arbitro: | Fischer |

|                        |           |             |
| Achenbach 35’ Auer 82’ | Marcatori | 68’ Gjasula |

| Arbitro: | Welz |

|            |           |                                         |
| Jansen 10’ | Marcatori | 7’ Stieber 29’ Auer 61’ Radjabali-Fardi |

| Arbitro: | Sippel |

|  |           |                                                            |
|  | Marcatori | 10’ Lustenberger 33’, 59’ Ramos 36’ Lasogga 56’ Rukavytsya |

| Arbitro: | Kampka |

|                    |           |         |
| Matip 6’ Leitl 44’ | Marcatori | 1’ Auer |

| Arbitro: | Brych |

|            |           |                                              |
| Arslan 25’ | Marcatori | 15’ Azaouagh 54’ Korkmaz 84’ (rig.) Maltritz |

| Arbitro: | Zwayer |

|                   |           |                                        |
| Stehle 46’ (aut.) | Marcatori | 49’ Demai 58’ (rig.) Arslan 89’ Uludağ |

| Arbitro: | Schriever |

|                    |           |           |
| Höger 8’ Demai 79’ | Marcatori | 82’ Lauth |

| Arbitro: | Schößling |

|                                    |           |                      |
| Baljak 40’ Exslager 62’ Šukalo 85’ | Marcatori | 45’ Stieber 49’ Auer |

| Arbitro: | Stark |

|             |           |                                                    |
| Stieber 11’ | Marcatori | 17’, 77’ Kern 71’ Hensel 73’ Ramaj 75’ Hochscheidt |

| Arbitro: | Dingert |

|                 |           |                               |
| Hain 40’ (rig.) | Marcatori | 13’ Radjabali-Fardi 24’ Kratz |

| Arbitro: | Fischer |

|                                       |           |  |
| Auer 14’, 71’ (rig.) Stieber 51’, 66’ | Marcatori |  |

| Arbitro: | Sippel |

|                                                    |           |            |
| Langeneke 14’ (rig.) Rösler 22’ (rig.) Beister 70’ | Marcatori | 45’ Stehle |

| Arbitro: | Willenborg |

|          |           |            |
| Auer 33’ | Marcatori | 72’ Müller |

### Coppa di Germania
| Arbitro: | Schriever |

|                |           |                              |
| Westerhoff 81’ | Marcatori | 26’ (rig.) Höger 42’ Junglas |

| Arbitro: | Gagelmann |

|                    |           |            |
| Auer 26’ Höger 60’ | Marcatori | 68’ Szalai |

| Arbitro: | Weiner |

|                                      |                      |                             |
| Höger 93’                            | Marcatori            | 99’ Fenin                   |
| Junglas Achenbach Arslan Stehle Auer | Tiri di rigore 5 – 3 | Fenin Meier Caio Amanatidīs |

| Arbitro: | Weiner |

|  |           |                                      |
|  | Marcatori | 26’ Gómez 75’, 80’ Müller 88’ Robben |

## Statistiche

### Statistiche di squadra
| Competizione      | Punti | In casa | In casa | In casa | In casa | In casa | In casa | In trasferta | In trasferta | In trasferta | In trasferta | In trasferta | In trasferta | Totale | Totale | Totale | Totale | Totale | Totale | DR |
| Competizione      | Punti | G       | V       | N       | P       | Gf      | Gs      | G            | V            | N            | P            | Gf           | Gs           | G      | V      | N      | P      | Gf     | Gs     | DR |
| ----------------- | ----- | ------- | ------- | ------- | ------- | ------- | ------- | ------------ | ------------ | ------------ | ------------ | ------------ | ------------ | ------ | ------ | ------ | ------ | ------ | ------ | -- |
| 2. Bundesliga     | 48    | 17      | 7       | 5       | 5       | 30      | 32      | 17           | 6            | 4            | 7            | 28           | 28           | 34     | 13     | 9      | 12     | 58     | 60     | -2 |
| Coppa di Germania | -     | 3       | 1       | 1       | 1       | 3       | 6       | 1            | 1            | 0            | 0            | 2            | 1            | 4      | 2      | 1      | 1      | 5      | 7      | -2 |
| Totale            | -     | 20      | 8       | 6       | 6       | 33      | 38      | 18           | 7            | 4            | 7            | 30           | 29           | 38     | 15     | 10     | 13     | 63     | 67     | -4 |

### Andamento in campionato
| Giornata  | 1 | 2  | 3  | 4  | 5  | 6  | 7  | 8 | 9  | 10 | 11 | 12 | 13 | 14 | 15 | 16 | 17 | 18 | 19 | 20 | 21 | 22 | 23 | 24 | 25 | 26 | 27 | 28 | 29 | 30 | 31 | 32 | 33 | 34 |
| --------- | - | -- | -- | -- | -- | -- | -- | - | -- | -- | -- | -- | -- | -- | -- | -- | -- | -- | -- | -- | -- | -- | -- | -- | -- | -- | -- | -- | -- | -- | -- | -- | -- | -- |
| Luogo     | C | T  | T  | C  | T  | C  | T  | C | T  | C  | T  | C  | T  | C  | T  | C  | T  | T  | C  | C  | T  | C  | T  | C  | T  | C  | T  | C  | T  | C  | T  | C  | T  | C  |
| Risultato | N | P  | N  | P  | V  | V  | N  | V | N  | V  | P  | N  | P  | P  | V  | N  | V  | P  | V  | N  | N  | V  | V  | P  | P  | P  | V  | V  | P  | P  | V  | V  | P  | N  |
| Posizione | 9 | 13 | 13 | 15 | 13 | 11 | 10 | 8 | 10 | 9  | 9  | 9  | 9  | 10 | 10 | 10 | 10 | 11 | 10 | 10 | 10 | 10 | 8  | 9  | 9  | 10 | 9  | 8  | 10 | 10 | 10 | 10 | 10 | 10 |

Legenda:

Luogo: C = Casa; T = Trasferta. Risultato: V = Vittoria; N = Pareggio; P = Sconfitta.

### Statistiche dei giocatori
| Giocatore          | 2. Bundesliga | 2. Bundesliga | 2. Bundesliga | 2. Bundesliga | Coppa di Germania | Coppa di Germania | Coppa di Germania | Coppa di Germania | Totale   | Totale | Totale      | Totale     |
| Giocatore          | Presenze      | Reti          | Ammonizioni   | Espulsioni    | Presenze          | Reti              | Ammonizioni       | Espulsioni        | Presenze | Reti   | Ammonizioni | Espulsioni |
| ------------------ | ------------- | ------------- | ------------- | ------------- | ----------------- | ----------------- | ----------------- | ----------------- | -------- | ------ | ----------- | ---------- |
| D. Hohs            | 33            | 0             | 3             | 1             | 4                 | 0                 | 0                 | 0                 | 37       | 0      | 3           | 1          |
| T. Krumpen         | 2             | 0             | 1             | 0             | -                 | -                 | -                 | -                 | 2        | 0      | 1           | 0          |
| T. Stuckmann       | 1             | 0             | 0             | 0             | -                 | -                 | -                 | -                 | 1        | 0      | 0           | 0          |
| T. Unger           | -             | -             | -             | -             | -                 | -                 | -                 | -                 | -        | -      | -           | -          |
| T. Achenbach       | 34            | 1             | 4             | 0             | 4                 | 0                 | 0                 | 0                 | 38       | 1      | 4           | 0          |
| M. Casper          | 17            | 0             | 2             | 0             | 2                 | 0                 | 1                 | 0                 | 19       | 0      | 3           | 0          |
| A. Demai           | 17            | 2             | 4             | 0             | 2                 | 0                 | 0                 | 0                 | 19       | 2      | 4           | 0          |
| T. Feisthammel     | 31            | 1             | 3             | 1             | 4                 | 0                 | 1                 | 0                 | 35       | 1      | 4           | 1          |
| P. Frau            | -             | -             | -             | -             | -                 | -                 | -                 | -                 | -        | -      | -           | -          |
| N. Herzig          | 5             | 0             | 2             | 0             | 1                 | 0                 | 1                 | 0                 | 6        | 0      | 3           | 0          |
| S. Jansen          | -             | -             | -             | -             | -                 | -                 | -                 | -                 | -        | -      | -           | -          |
| A. Korte           | 2             | 0             | 0             | 0             | -                 | -                 | -                 | -                 | 2        | 0      | 0           | 0          |
| S. Olajengbesi     | 15            | 0             | 2             | 0             | -                 | -                 | -                 | -                 | 15       | 0      | 2           | 0          |
| S. Radjabali-Fardi | 14            | 2             | 3             | 0             | 1                 | 0                 | 0                 | 0                 | 15       | 2      | 3           | 0          |
| T. Stehle          | 26            | 2             | 10            | 0             | 3                 | 0                 | 0                 | 0                 | 29       | 2      | 10          | 0          |
| R. Wilschrey       | -             | -             | -             | -             | -                 | -                 | -                 | -                 | -        | -      | -           | -          |
| T. Arslan          | 31            | 6             | 3             | 0             | 4                 | 0                 | 0                 | 0                 | 35       | 6      | 3           | 0          |
| T. Burkhardt       | -             | -             | -             | -             | -                 | -                 | -                 | -                 | -        | -      | -           | -          |
| B. Çubukçu         | 9             | 0             | 1             | 0             | 1                 | 0                 | 0                 | 0                 | 10       | 0      | 1           | 0          |
| M. Höger           | 33            | 7             | 5             | 0             | 4                 | 3                 | 1                 | 0                 | 37       | 10     | 6           | 0          |
| M. Junglas         | 29            | 1             | 4             | 0             | 4                 | 1                 | 1                 | 0                 | 33       | 2      | 5           | 0          |
| K. Kratz           | 30            | 2             | 9             | 0             | 4                 | 0                 | 0                 | 0                 | 34       | 2      | 9           | 0          |
| N. Lubaca          | 3             | 0             | 0             | 0             | -                 | -                 | -                 | -                 | 3        | 0      | 0           | 0          |
| F. Müller          | 6             | 0             | 0             | 0             | -                 | -                 | -                 | -                 | 6        | 0      | 0           | 0          |
| Z. Stieber         | 34            | 10            | 4             | 0             | 2                 | 0                 | 0                 | 0                 | 36       | 10     | 4           | 0          |
| A. Uludağ          | 19            | 2             | 4             | 0             | 2                 | 0                 | 0                 | 0                 | 21       | 2      | 4           | 0          |
| T. Zdebel          | 6             | 0             | 1             | 0             | 1                 | 0                 | 0                 | 0                 | 7        | 0      | 1           | 0          |
| B. Auer            | 32            | 20            | 4             | 0             | 3                 | 1                 | 0                 | 0                 | 35       | 21     | 4           | 0          |
| M. Daun            | -             | -             | -             | -             | -                 | -                 | -                 | -                 | -        | -      | -           | -          |
| D. Engelbrecht     | -             | -             | -             | -             | -                 | -                 | -                 | -                 | -        | -      | -           | -          |
| B. Guèye           | 15            | 0             | 1             | 0             | 3                 | 0                 | 0                 | 0                 | 18       | 0      | 1           | 0          |
| S. Radu            | 13            | 1             | 1             | 0             | 1                 | 0                 | 0                 | 0                 | 14       | 1      | 1           | 0          |
| J. Tsoumou         | 6             | 0             | 0             | 0             | 2                 | 0                 | 0                 | 0                 | 8        | 0      | 0           | 0          |
| H. Ojamaa          | 1             | 0             | 0             | 0             | -                 | -                 | -                 | -                 | 1        | 0      | 0           | 0          |